# Synagoga Ahrida w Stambule
Synagoga Ahrida w Stambule – jedna z najstarszych synagog znajdujących się w Stambule, w dzielnicy Balat.
Synagoga została zbudowana w XV wieku przez Żydów przybyłych wówczas do Konstantynopolu z Ochrydy w Macedonii. Synagoga, będąca jedną z dwóch antycznych synagog Złotego Rogu, została gruntownie odnowiona w 1992 roku przez Quincentennial Foundation. Wiązało się to z 500 rocznicą przybycia sefardyjskich Żydów do Imperium Osmańskiego.
Synagoga jest jedną z nielicznych w Stambule, w której modlił się kabalista Sabbataj Cwi, założyciel ruchu zwanego sabbataizmem.